# Flodstäkra
Flodstäkra (Oenanthe fluviatilis) är en tvåhjärtbladig växtart som först beskrevs av Charles Cardale Babington, och fick sitt nu gällande namn av William Higgins Coleman. Flodstäkra ingår i släktet stäkror, och familjen flockblommiga växter. IUCN kategoriserar arten globalt som nära hotad. Arten har ej påträffats i Sverige.